# Кемптон (Нью-Гемпшир)
Кемптон (англ. Campton) — місто (англ. town) в США, в окрузі Ґрафтон штату Нью-Гемпшир. Населення — 3343 особи (2020).

## Демографія
Згідно з переписом 2010 року, у місті мешкали 3333 особи в 1407 домогосподарствах у складі 950 родин. Було 2208 помешкань
Расовий склад населення:
| - 97,4 % — білих - 0,6 % — азіатів - 0,3 % — чорних або афроамериканців - 0,2 % — корінних американців |

До двох чи більше рас належало 1,2 %. Частка іспаномовних становила 0,9 % від усіх жителів.
За віковим діапазоном населення розподілялося таким чином: 20,3 % — особи молодші 18 років, 65,4 % — особи у віці 18—64 років, 14,3 % — особи у віці 65 років та старші. Медіана віку мешканця становила 44,1 року. На 100 осіб жіночої статі у місті припадало 99,9 чоловіків;  на 100 жінок у віці від 18 років та старших — 98,4 чоловіків також старших 18 років.
Середній дохід на одне домашнє господарство  становив 82 360 доларів США (медіана — 65 129), а середній дохід на одну сім'ю — 120 756 доларів (медіана — 98 750). Медіана доходів становила 52 210 доларів для чоловіків та 58 000 доларів для жінок. За межею бідності перебувало 5,7 % осіб, у тому числі 3,4 % дітей у віці до 18 років та 3,9 % осіб у віці 65 років та старших.
Цивільне працевлаштоване населення становило 1640 осіб. Основні галузі зайнятості: освіта, охорона здоров'я та соціальна допомога — 44,1 %, мистецтво, розваги та відпочинок — 13,8 %, будівництво — 10,4 %, роздрібна торгівля — 7,4 %.